# Ceyhan
Ceyhan là một thành phố lớn thứ 2 sau thành phố Adana trong tỉnh Adana, Thổ Nhĩ Kỳ. Huyện có diện tích 1444 km² và dân số thời điểm năm 2007 là 158459 người, mật độ 110 người/km².

## Thành phố kết nghĩa
- Sumgait, Azerbaijan[2][3]